# 何塞·迪奥克诺

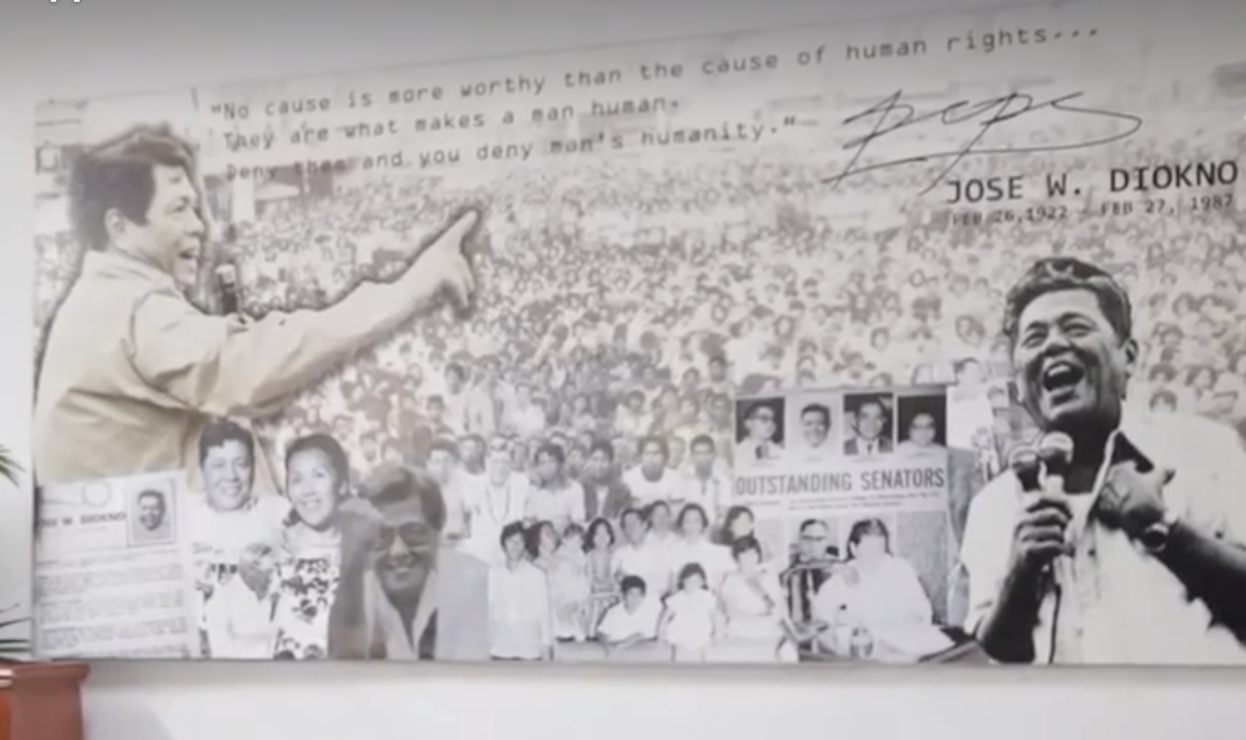
何塞·迪奥克诺

何塞·赖特·迪奥克诺（英語：Jose Wright Diokno，1922年2月26日—1987年2月27日），是菲律宾的政治家、律师，曾任菲律宾参议院议员、司法部部长。